# Underground (Kultur)
Der Underground (englisch, wörtlich Untergrund) ist ein Begriff, der in vielen Sparten der Kunst den Teil einer Szene bezeichnet, der nicht auf die Masse ausgerichtet ist, unabhängig produziert und oft auch eine Gegenkultur darstellt. Der Underground ist nicht von vornherein an einen besonderen Stil gebunden, aber er stellt in der Regel eine Minderheiten-Kultur in der Gesellschaft dar. Gegenpol ist der sogenannte Mainstream, mit dem die allgemein etablierte oder auch für die „Masse“ produzierte Kunst bezeichnet wird.
Der Underground spielt häufig die Rolle einer Avantgarde, seine Formen werden später im Mainstream aufgegriffen, dabei aber auch ihres subversiven Gehalts beraubt und auf rein formal-ästhetische Elemente reduziert.
Oft sprechen Vertreter des Underground der etablierten oder kommerziellen Kunst (Darstellende Kunst, Musik, Literatur) die künstlerische Qualität ab: Es handele sich um seichte Massenware, die nur an kommerziellem Erfolg interessiert sei und zudem meist reaktionäre Inhalte vertrete. Besonders zwischen den Szenen der Punk- bzw. Rockmusik (Independent) und Popmusik (Popkultur), hat sich hierbei seit den 1980er Jahren ein Konflikt zwischen Under- und Overground entwickelt („Punker vs. Popper“), in dem der Begriff des „Underground“ teilweise zu einem marketingwirksamen Schlagwort wurde, oft ohne mit entsprechenden Inhalten verbunden zu sein (z. B. Grunge, Alternative).
Auch in der Jugendkultur und bei den Clubs gibt es eine klare Trennung zwischen Underground und Mainstream, wobei hier die Leute, die Underground-Kultur schaffen, für sich beanspruchen, die anspruchsvolleren (etwa experimentelleren) Veranstaltungen, Ausstellungen, Konzerte und Ähnliches zu bieten, die dazu unabhängig von kommerziellem Erfolg aus Idealismus und Kreativität entstünden.
Viele Werke der Hochkultur stellen heute – gemessen an ihren Verkaufszahlen – auch eine Art Underground dar.

## Stilrichtungen

### Musik
Meistens steht Underground-Musik im Zusammenhang mit politischem oder sozialem Engagement. Dem musikalischen Underground geht es zumeist um von der Musikwirtschaft weitgehend losgelöste Musikproduktionen. Siehe auch den Artikel Subkultur (Musik).
Dem Underground zuzuordnen sind häufig Vertreter folgender Musikrichtungen:
- Die Anfänge von Alternative, House, Techno, Hip-Hop und Punk.
- Einige elektronische Musik-Kulturen (Hardstyle, Hardcore Techno, Drum and Bass)
- Heutige Sub-Genres (Siehe z. B. Black Metal, Grindcore, Gothic Rock, Industrial, Horrorpunk, Horrorcore, Progressive Rock)
- Verschiedene, unbekanntere Bands zahlreicher Sub-Genres, oft noch im Demostadium, vor allem zur Abgrenzung gegenüber kommerziell erfolgreicheren Bands des Genres. Ein Beispiel hierzu: Kassettentäter
- Die Hardcore-Punk-Bewegung
- Noise